# Свенн, Йёста
Йёста Свенн (швед. Gösta Svenn, род. 15 апреля 1962) — шведский писатель, переводчик и шахматист (мастер ФИДЕ).

## Литературная деятельность
Свенн занимается литературными переводами. Он переводит на шведский язык произведения авторов, пишущих на английском, норвежском, датском и русском языках. С 2003 г. он часто работает совместно со своей женой Хеленой Шёстранд Свенн (1969 г.р.), переводчицей с английского и датского языков.

## Основные переводческие работы
| Автор             | Язык оригинала | Оригинальное название                 | Русское название        | Шведское название                     | Издательство, год | Примечание           |
| ----------------- | -------------- | ------------------------------------- | ----------------------- | ------------------------------------- | ----------------- | -------------------- |
| Бен, Ари          | норвежский     | «Trist som faen»                      | «Грустно, как в аду»    | «Trist som fan: berättelser»          | Lindelöw, 2001    |                      |
| Денежкина, Ирина  | русский        | «Дай мне!»                            |                         | «Ge mig!: sånger för älskande»        | Forum, 2004       |                      |
| Уолтерс, Майнет   | английский     | «Disordered minds»                    | «Неупорядоченные мысли» | «Ett förvridet sinne»                 | Bonnier, 2004     | Совместно с женой    |
| Браун, Дэн        | английский     | «The lost symbol»                     | «Утраченный символ»     | «Den förlorade symbolen»              | Bonnier, 2009     | В коллективе авторов |
| Форсайт, Фредерик | английский     | «The cobra»                           | «Кобра»                 | «Kobran»                              | Bonnier, 2011     | Совместно с женой    |
| Стаун, Сусанна    | датский        | «Døderummet» (ISBN 978-87-02-09425-1) | «Комната смерти»        | «Dödens rum»                          | Lind & Co, 2012   | Совместно с женой    |
| Дойл, Родди       | английский     | «A greyhound of a girl»               | «Борзая собака девочки» | «Mary, spöket och resan genom natten» | Alfabeta, 2013    | Совместно с женой    |

## Шахматная деятельность
Свенн является сильным шахматистом. Он добился ряда серьезных успехов на национальном уровне. В 1976 г. Свенн стал победителем юношеского чемпионата Швеции.
В 1981 г. Свенн представлял Швецию на юношеском чемпионате мира.
Он трижды становился чемпионом Гётеборга (1984, 1990 и 1993 гг.).
В 1987 г. Свенн выиграл турнир шведских мастеров, в котором в числе прочих участвовали четырёхкратный чемпион Швеции Л. Шнейдер и члены национальной сборной разных лет О. Киннмарк и Л. Лильедаль. В 1991 г. в аналогичном турнире он разделил 2—3 места.
С середины 1990-х гг. Свенн выступает преимущественно в командных соревнованиях.

## Спортивные результаты
| Год  | Город     | Соревнование               | + | − | = | Результат | Место |
| ---- | --------- | -------------------------- | - | - | - | --------- | ----- |
| 1976 | Мутала    | Юношеский чемпионат Швеции |   |   |   |           | 1     |
| 1981 | Мехико    | Юношеский чемпионат мира   |   |   |   |           |       |
| 1984 | Линчёпинг | Чемпионат Швеции           | 4 | 9 | 2 | 5 из 15   | 14—15 |
|      | Гётеборг  | Чемпионат Гётеборга        |   |   |   |           | 1     |
|      | Берлин    | Опен-турнир                |   |   |   |           |       |
| 1987 | Стокгольм | Чемпионат Швеции           | 2 | 6 | 7 | 5½ из 15  | 14    |
|      | Стокгольм | Турнир шведских мастеров   | 6 | 0 | 3 | 7½ из 9   | 1     |
| 1989 | Гётеборг  | Международный турнир       | 3 | 6 | 2 | 4 из 11   | 9—11  |
| 1990 | Гётеборг  | Чемпионат Гётеборга        |   |   |   |           | 1     |
| 1991 | Гётеборг  | Турнир шведских мастеров   | 6 | 2 | 1 | 6½ из 9   | 2—3   |
| 1993 | Гётеборг  | Чемпионат Гётеборга        |   |   |   |           | 1     |